# Gyöngyös-patak és a kőszegi Alsó-rét
Gyöngyös-patak és a kőszegi Alsó-rét este o arie protejată (arie specială de conservare — SAC, sit de importanță comunitară — SCI) din Ungaria întinsă pe o suprafață de 337,25 ha, integral pe uscat.

## Localizare
Centrul sitului Gyöngyös-patak és a kőszegi Alsó-rét este situat la coordonatele 47°22′30″N 16°32′33″E / 47.375°N 16.5425°E.

## Înființare
Situl Gyöngyös-patak és a kőszegi Alsó-rét a fost declarat sit de importanță comunitară în mai 2004 pentru a proteja 11 specii de animale. Situl a fost protejat și ca arie specială de conservare în februarie 2010.

## Biodiversitate
Situată în ecoregiunea panonică, aria protejată conține 5 habitate naturale: Liziere de ierburi înalte hidrofile de câmpie și de nivel montan până la alpin, Cursuri de apă de la nivel de câmpie la nivel montan, cu vegetație Ranunculion fluitantis și Callitricho-Batrachion, Păduri aluvionare cu Alnus glutinosa și Fraxinus excelsior (Alno-Padion, Alnion incanae, Salicion albae), Pajiști cu Molinia pe soluri calcaroase, turboase sau argilos-nămoloase (Molinion caeruleae), Fânețe de joasă altitudine (Alopecurus pratensis, Sanguisorba officinalis).
La baza desemnării sitului se află mai multe specii protejate:
- amfibieni (2): buhai de baltă cu burta roșie (Bombina bombina), izvoraș-cu-burta-galbenă (Bombina variegata)
- mamifere (1): vidră de râu (Lutra lutra)
- nevertebrate (6): Cordulegaster heros, fluturele purpuriu (Lycaena dispar), phengaris nausithous (Maculinea nausithous), Maculinea teleius, Ophiogomphus cecilia, Unio crassus
- pești (2): Eudontomyzon spp., boarță (Rhodeus sericeus amarus)

Pe lângă speciile protejate, pe teritoriul sitului au mai fost identificate 7 specii de plante.